# Scabiosa turolensis

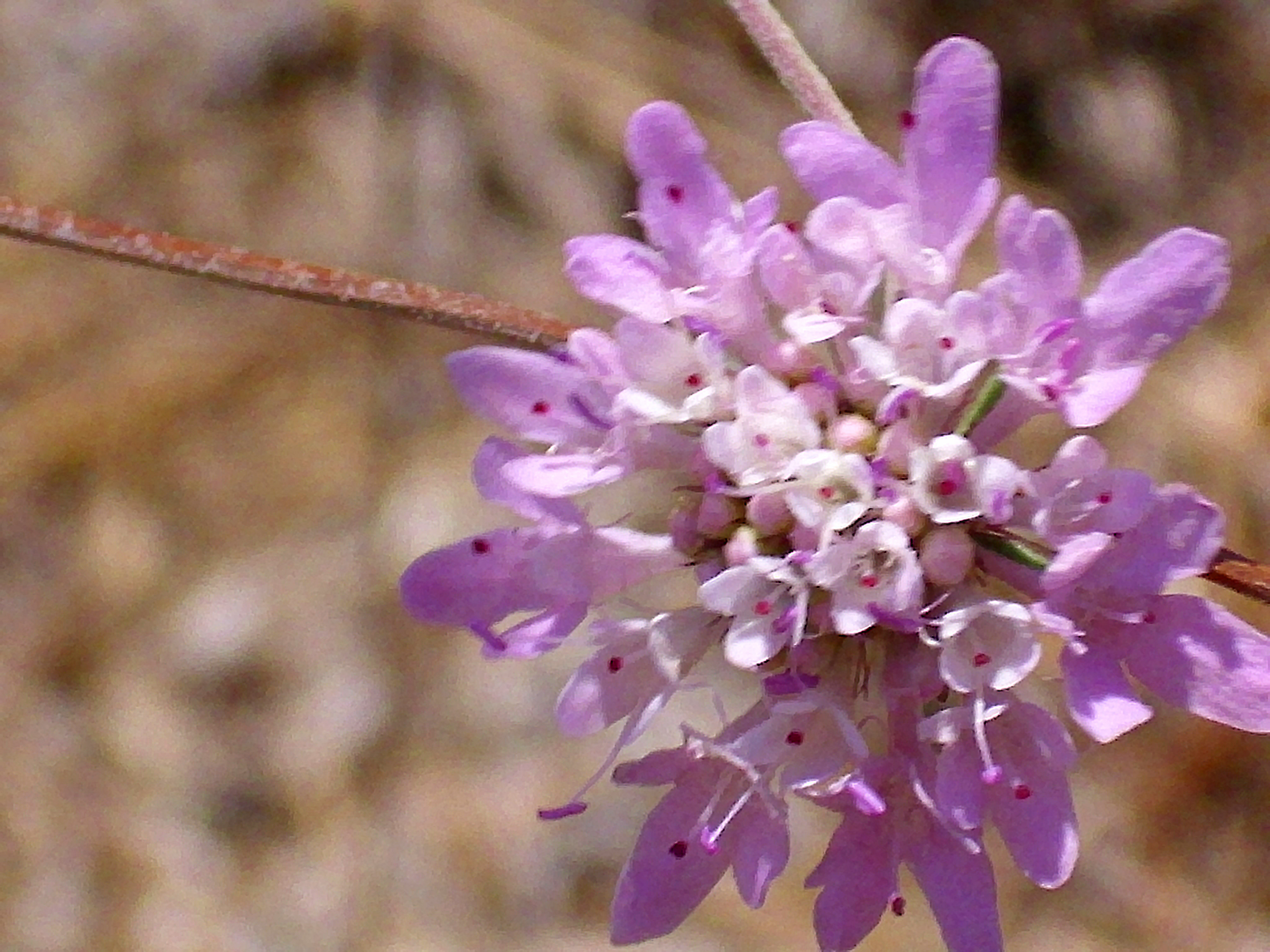
Inflorescencia

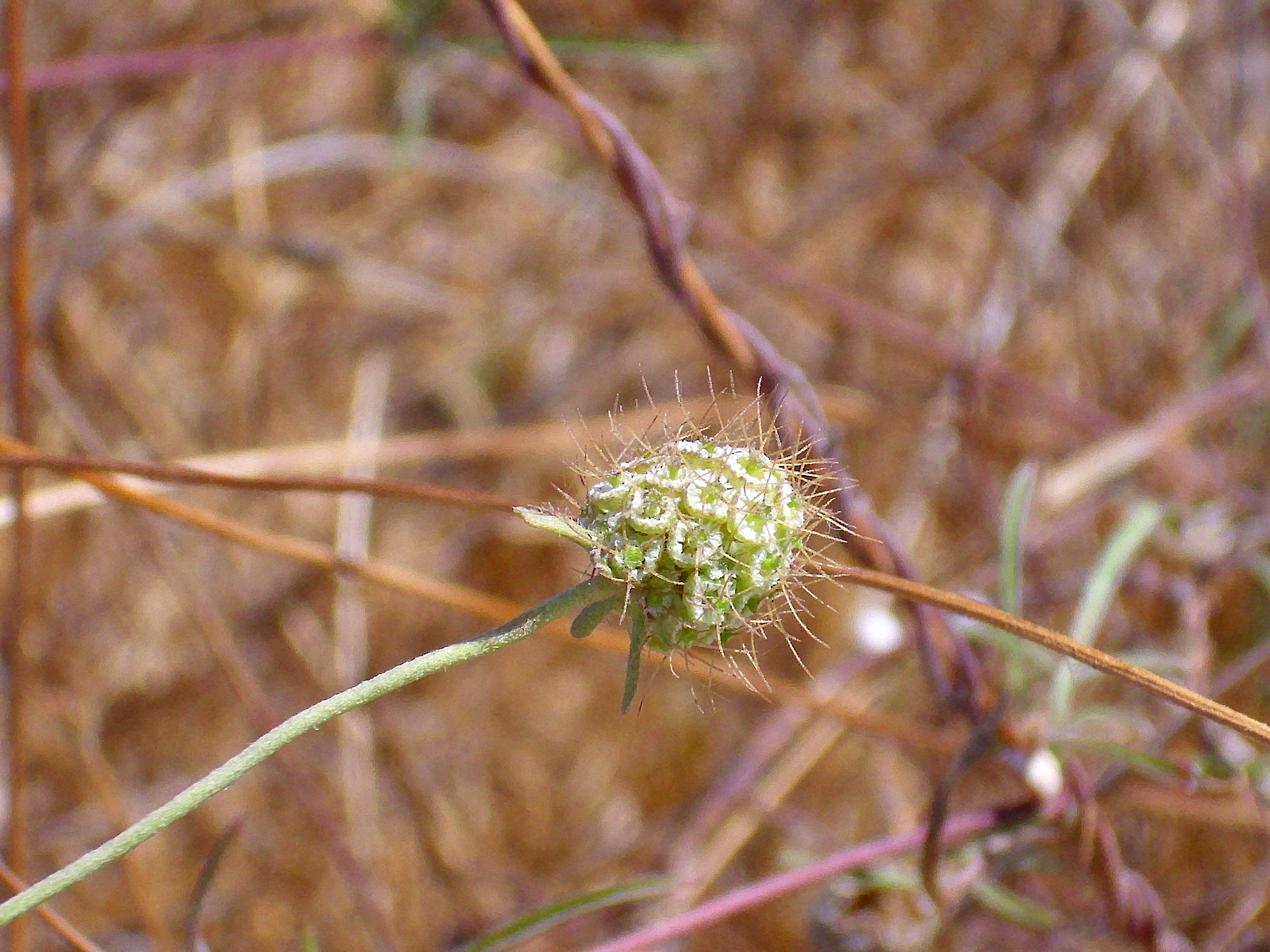
Fruto

Scabiosa turolensis, es una especie de planta fanerógama de la antigua familia Dipsacaceae ahora subfamilia de Caprifoliaceae. 

## Descripción
Es una planta herbácea perenne, sufruticosa, cespitosa, multicaule. Tiene tallos de hasta 75 cm, erectos, simples o a veces divaricados en la mitad o tercio superior, con ramas erecto-patentes. Hojas de 15-150 × 1-60 mm, con pelos; las basales rosuladas, oblongo-obovadas, pecioladas; las caulinares elípticas u oblanceoladas. Capítulos de 17-35  mm de diámetro, globosos. Involucro con 8-10 brácteas. Corola  de un color rosa violeta o un blanco azulado. El fruto es un aquenio glabro o con algún pelo adpreso disperso. Tiene un número de cromosomas de 2n = 16.

## Distribución y hábitat
Se encuentra en roquedos, paredones y tomillares en suelos pedregosos de naturaleza calcárea, dolomítica o peridotítica; a una altitud de 200-2100 metros en la península ibérica y NW de Marruecos.

## Taxonomía
Scabiosa turolensis fue descrita por Carlos Pau Español   y publicado en Notas Botánicas a la Flora Española 1: 20 1887.
Etimología
Scabiosa: nombre genérico que deriva del latín scabiosus  = "áspero, sarnoso", refiriéndose a que supuestamente servían para curar la sarna; aunque según algunos, el nombre aludiría tan solo a la aspereza del indumento de las referidas plantas.
turolensis: epíteto geográfico que alude a su localización en Teruel.  
Variedad aceptada
- Scabiosa turolensis subsp. grosii (Pau) Greuter & Burdet

Sinonimia
- Scabiosa tomentosa Cav.